# Жермања
Жермања (фр. Germagnat) насеље је и општина у источној Француској у региону Рона-Алпи, у департману Ен (Рона-Алпи) која припада префектури Бурж ан Брес.
По подацима из 2011. године у општини је живело 146 становника, а густина насељености је износила 15,4 становника/km². Општина се простире на површини од 9,48 km². Налази се на средњој надморској висини од 344 метара (максималној 761 m, а минималној 319 m).

## Демографија
| 1962. | 1968. | 1975. | 1982. | 1990. | 1999. | 2011. |
| ----- | ----- | ----- | ----- | ----- | ----- | ----- |
| 95    | 113   | 105   | 90    | 86    | 92    | 146   |

График промене броја становника у току последњих година